# Rio Cununschi
O Rio Cununschi é um rio da Romênia, afluente do Brodina, localizado no distrito de Suceava.